# Нікуліно (Сладковський район)
Ніку́ліно (рос. Никулино) — село у складі Сладковського району Тюменської області, Росія.
Населення — 493 особи (2010, 569 у 2002).
Національний склад станом на 2002 рік:
- росіяни — 98 %